# Pajęczynowiec groniasty

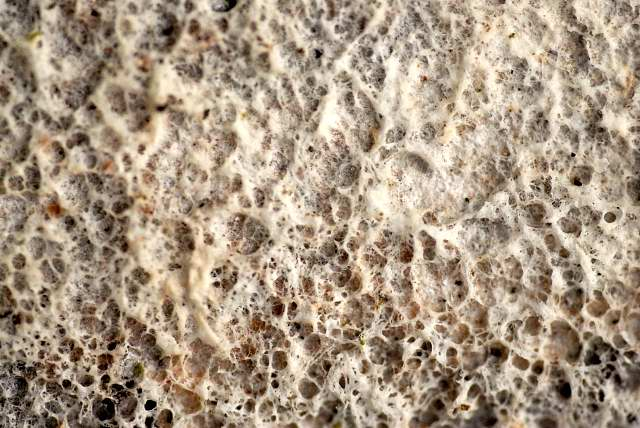

Pajęczynowiec groniasty (Botryobasidium vagum (Berk. & M.A. Curtis) D.P. Rogers) – gatunek grzybów z typu podstawczaków (Basidiomycota).

## Systematyka i nazewnictwo
Pozycja w klasyfikacji według Index Fungorum: Botryobasidium, Botryobasidiaceae, Cantharellales, Incertae sedis, Agaricomycetes, Agaricomycotina, Basidiomycota, Fungi.
Po raz pierwszy opisali go w 1873 r. Miles Joseph Berkeley i Moses Ashley Curtis nadając mu nazwę Corticium vagum. Obecną, uznaną przez Index Fungorum nazwę nadał mu D.P. Rogers w 1935 r.
Synonimy:
- Botryobasidium botryosum (Bres.) J. Erikss. 1958
- Ceratobasidium vagum (Berk. & M.A. Curtis) Pilát 1957
- Corticium botryosum Bres. 1903
- Corticium vagum Berk. & M.A. Curtis 1873
- Pellicularia vaga (Berk. & M.A. Curtis) D.P. Rogers ex Linder 1942[2].

Nazwę polską zaproponował Władysław Wojewoda w 2003 r.

## Morfologia
Owocnik rozpostarty, początkowo siateczkowaty do kłaczkowatego, w końcu błoniasty, żółtawy do szarawego z oliwkowo-brązowymi odcieniami. System strzępkowy monomityczny, wszystkie strzępki bez sprzążek. Strzępki bazalne o szerokości 7–10 µm, grubościenne (ścianki ok. 1 µm), strzępki hymenium o szerokości 5-7 µm, cienkościenne, rozgałęzione pod kątem prostym. Brak cystyd. Podstawki maczugowate do niemal cylindrycznych, zwykle zwężone, 20–25 × 8–12 µm, z 6-sterygmami i prostą przegrodą bazalną. Bazydiospory łódeczkowate, 8–12 × 4,5–6 µm, gładkie, cienkościenne, IKI-. Anamorfa nieznana.
W hodowli na sztucznym podłożu tworzy kolonie białe do lekko szarawych, umiarkowanie cienkie, wypukłe, pajęczynowate do watowatych, cieńsze w kierunku brzegów. Brzegi równe, spłaszczone do lekko wzniesionych, strzępiaste. Kolonia początkowo bez zapachu lub z ostrym zapachem. Nie tworzy owocników do 6 tygodnia hodowli.

## Występowanie i siedlisko
Gatunek występujący na wszystkich kontynentach poza Antarktydą. W Europie występuje wszędzie, oprócz południowo-wschodnich terenów. W Ameryce Północnej jest pospolitym gatunkiem i jest szeroko rozpowszechniony. W Polsce znany na nielicznych stanowiskach, według W. Wojewody jest rzadki.
Grzyb saprotroficzny. Rozwija się na zbutwiałym drewnie, zarówno drzew liściastych, jak iglastych.